# Liga Unike
La Liga Unike est un championnat de basket-ball, regroupant les meilleures équipes des pays de l’Albanie et du Kosovo.

## Histoire
La première saison commence le 6 avril 2021, la ligue a reçu les éloges de Turgay Demirel, président de FIBA Europe, présent à l'inauguration.

## Palmarès
| Saison | Saison    | Champion                                          | Finaliste                                         | Troisième                                         | Quatrième                                         |
| ------ | --------- | ------------------------------------------------- | ------------------------------------------------- | ------------------------------------------------- | ------------------------------------------------- |
| 1      | 2020–2021 | Ylli                                              | Peja                                              | Rahoveci                                          | Goga Basket                                       |
| 2      | 2021–2022 | Peja                                              | Ylli                                              | Prizreni-16                                       | Teuta                                             |
| 3      | 2022–2023 | Non disputé en raison du forfait de deux équipes. | Non disputé en raison du forfait de deux équipes. | Non disputé en raison du forfait de deux équipes. | Non disputé en raison du forfait de deux équipes. |
| 4      | 2023–2024 | Trepça                                            | Golden Eagle Ylli                                 | Peja                                              | Pristina                                          |
| 5      | 2024–2025 | Vëllaznimi                                        | Pristina                                          | Besëlidhja                                        | Golden Eagle Ylli                                 |

| Équipes    | Titres | Années |
| ---------- | ------ | ------ |
| Vëllaznimi | 1      | 2025   |
| Trepça     | 1      | 2024   |
| Peja       | 1      | 2022   |
| Ylli       | 1      | 2021   |

## MVP de la finale
| Année | Joueur              | Nationalité | Équipe     |
| ----- | ------------------- | ----------- | ---------- |
| 2021  | Erjon Kastrati (en) | Kosovo      | Ylli       |
| 2022  | Dardan Berisha      | Kosovo      | Peja       |
| 2024  | Darnell Edge (en)   | États-Unis  | Trepça     |
| 2025  | Arian Azemi (en)    | Kosovo      | Vëllaznimi |